# Mugnone (Fluss)
Der Mugnone (lateinisch Munio) ist ein 17 km langer Fluss (Torrente) in der Toskana, der die Metropolitanstadt Florenz von Norden nach Süden durchläuft und in Florenz in den Arno mündet.

## Verlauf
Der Mugnone entspringt im südwestlichen Teil des Mugello an der Grenze zum florentiner Arnotal. Er entsteht ca. 5 km südöstlich von Vaglia und ca. 2 km westlich des Ortsteils Pratolino zwischen dem Poggio di Pratolino und dem Poggio dell’Olmo an der Vetta alle Croci. Das Gemeindegebiet von Vaglia durchläuft er auf insgesamt 2 km, danach tritt er in das von Fiesole ein. Hier trifft er zunächst auf die Ortsteile Caldine bei 167 m, wo von rechts der Mugoncello (von nördlich der Villa Medici von Pratolino kommend, auch Rio delle Serre genannt) einfließt, und Pian di Mugnone (127 m). Den Hauptort Fiesole umfließt der Fluss nordwestlich und gelangt dann zur Ponte alla Badia (118 m), wobei die historische Brücke nicht mehr vorhanden ist und durch eine moderne Steinbrücke ersetzt wurde. Hier verlässt er das Gemeindegebiet von Fiesole nach insgesamt 6 km und durchfließt auf den letzten 10 km Florenz. Hier begegnet er der Ponte alle Riffe und dann der Ponte Rosso, die 1765 für die Ankunft von Leopold II. vergrößert wurde und ihre rote Farbe verlor. Seine letzten Meter verbringt der Fluss als nördliche Grenze des Parkes Parco delle Cascine (Le Cascine, Quartiere 5 Rifredi), wo von rechts der 10 km lange Terzolle aus Cercina (Sesto Fiorentino) kommend nach der Ponte di Mezzo auf Höhe der Ponte San Donato einfließt und kurz darauf die Ponte alle Mosse unterquert danach dient er dem Arno kurz vor der Brücke Ponte all’Indiano als rechter Zufluss.

## Geschichte
Der Fluss nahm in antiken Zeiten einen anderen Verlauf ein und floss dem Arno nahe des Ponte Vecchio zu, was zu den Gründen gehörte, das die Stadt an dieser Stelle am Zusammenfluss der beiden Flüsse Arno und Mugnone entstand. Im Zuge des Baus der neuen Stadtmauern von Florenz in den 1280er Jahren wurde der Fluss umgeleitet, wobei die nördlichen Stadttore Porta a San Gallo und Porta a Faenza (heute Teil der Fortezza da Basso) mit Brücken über den Mugnone ausgestattet wurden.

## Bilder

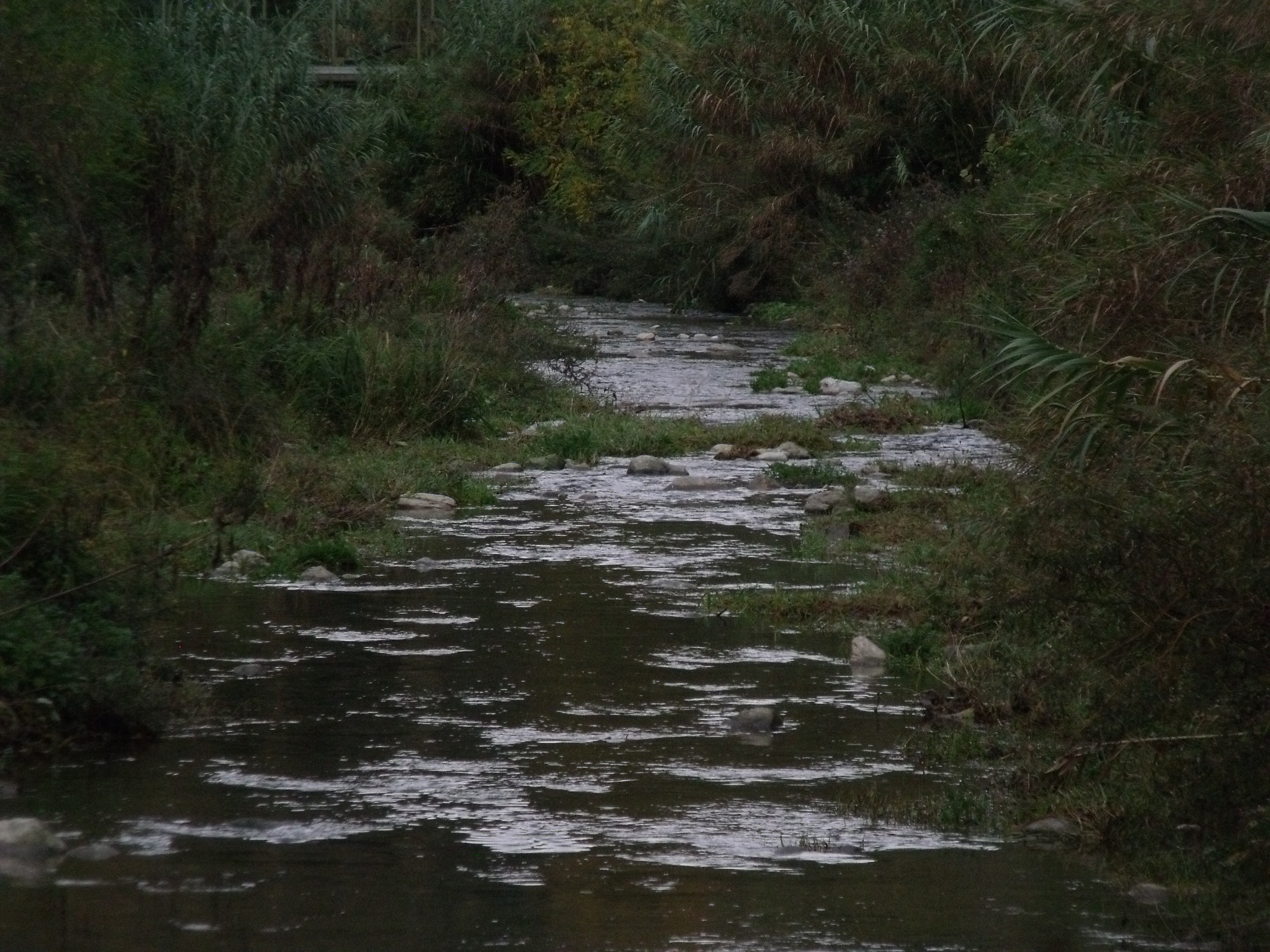
Der Mugnone im Ortsteil Pian di Mugnone (Fiesole)
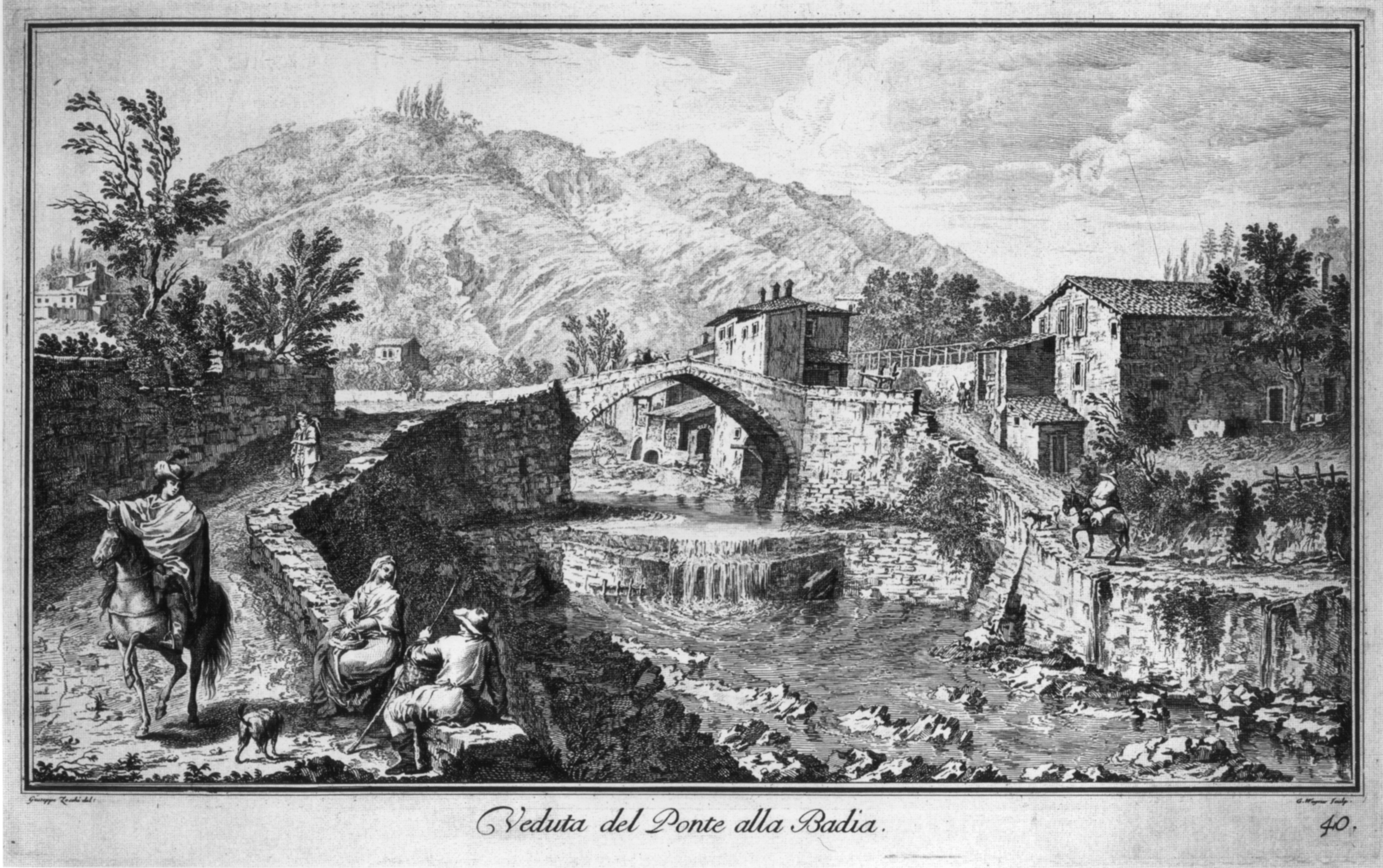
Der Mugnone und die ursprüngliche Ponte alla Badia in Fiesole auf einem Gemälde von Giuseppe Zocchi (1744 entstanden)
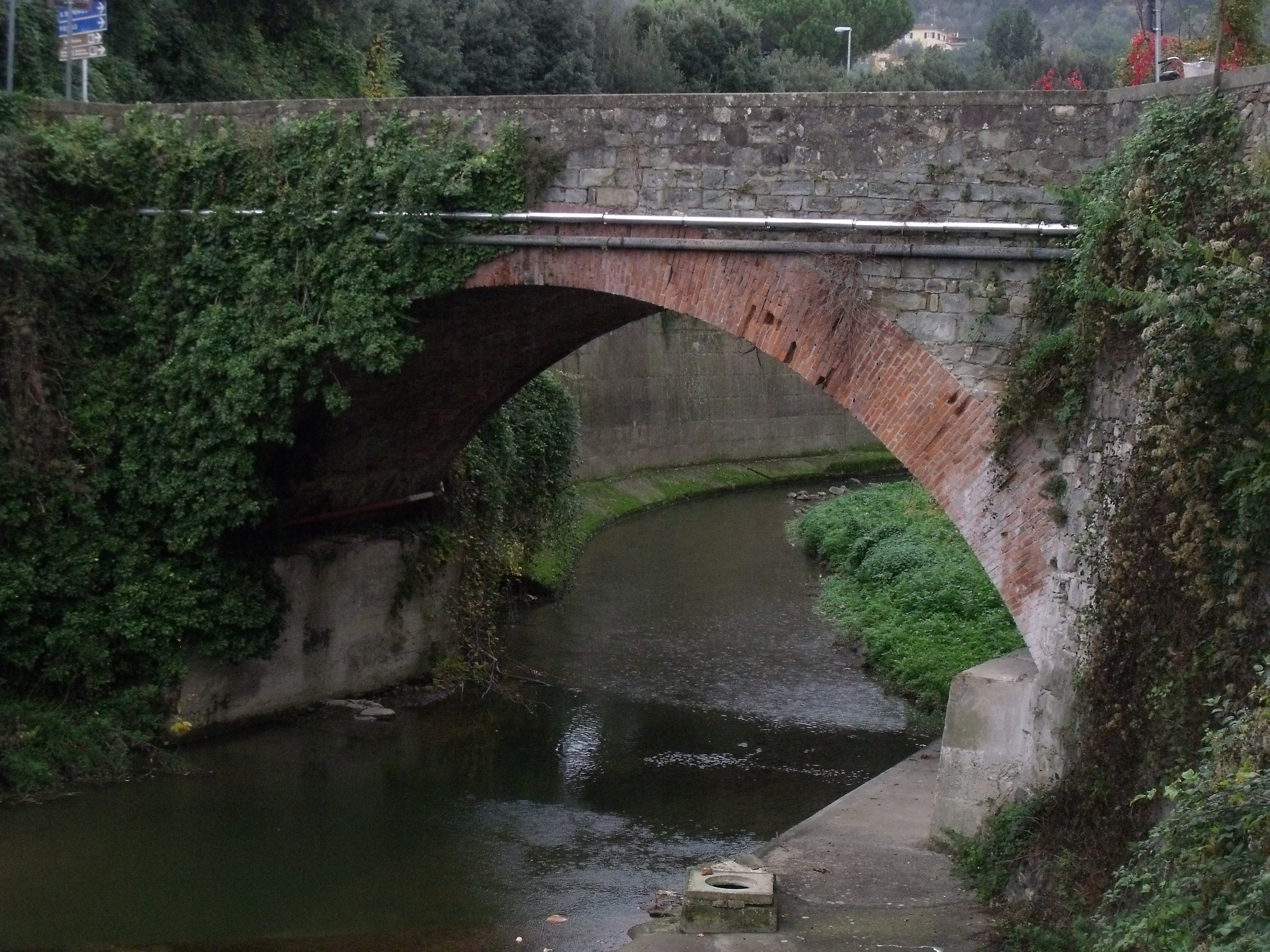
Der Mugnone und die heutige Ponte alla Badia in Fiesole
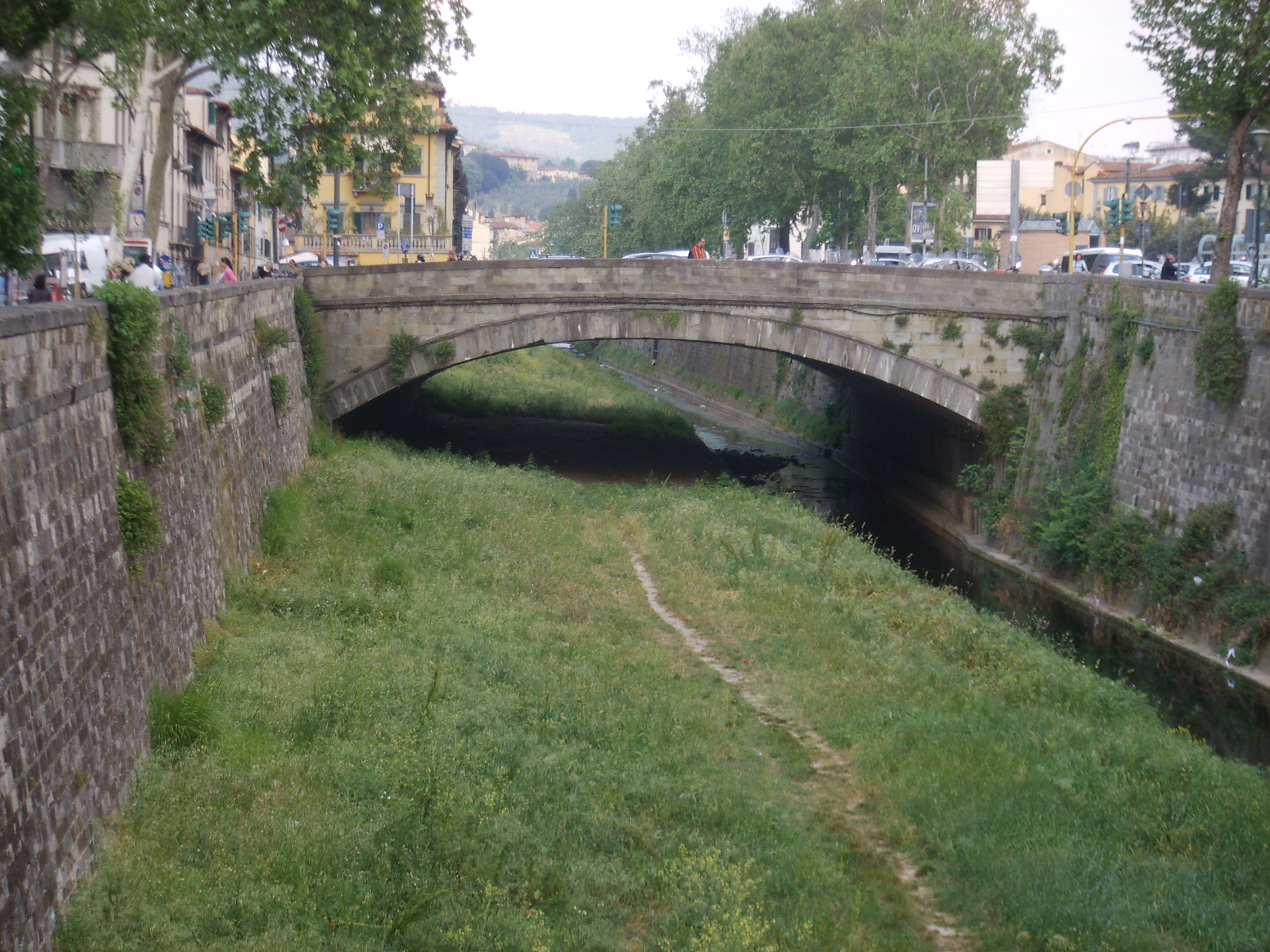
Der Mugnone und die Brücke Ponte Rosso in Florenz
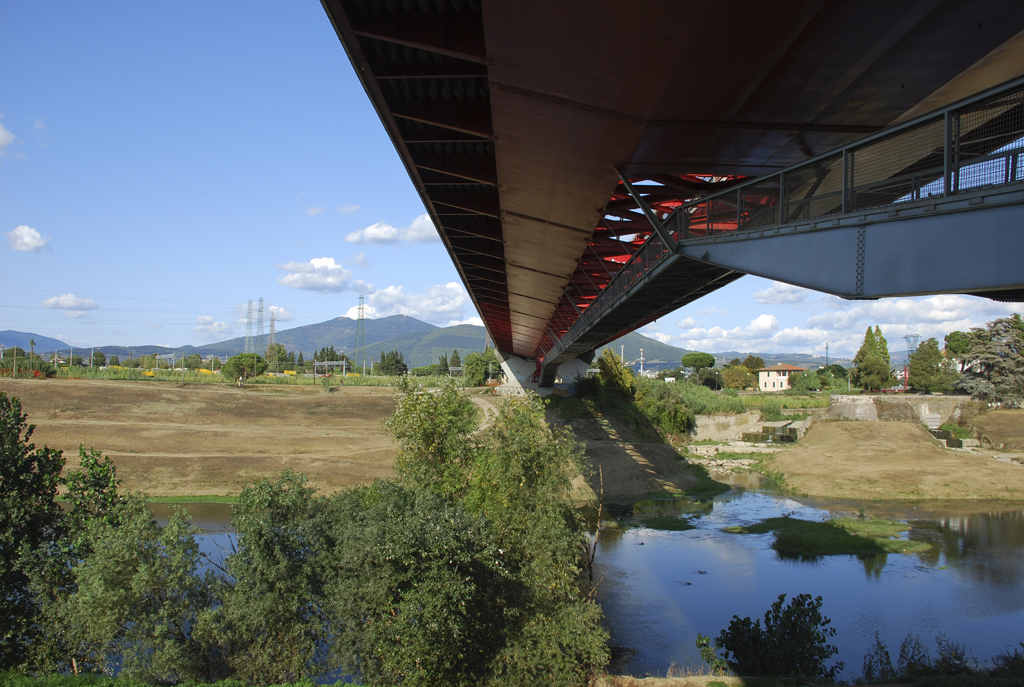
Zufluss des Mugnone in den Arno nahe der Brücke Ponte all’Indiano in Florenz